# Josep Moran i Ocerinjauregui
Josep Moran i Ocerinjauregui (Barcelona-Les Corts, 22 de desembre de 1944) és un lingüista català. Va estudiar arqueologia hispànica, es llicencià en filologia hispànica i va fer el seu doctorat en filologia catalana a la Universitat de Barcelona, on va ser cap del departament i ara professor emèrit del Departament de filologia catalana.
És un especialista en lingüística històrica i onomàstica catalana. Ha participat en diversos projectes, entre els quals destaca el Nomenclàtor Oficial de Toponímia Major de Catalunya (2003). És membre de l'Associació Internacional de Llengua i Literatura Catalanes i del consell de redacció de la revista Llengua i Literatura. Des de 1995 és membre de la Secció Filològica de l'Institut d'Estudis Catalans i director de l'Oficina d'Onomàstica des de 1996.
Obres destacades
- Nomenclàtor Oficial de Toponímia Major de Catalunya
- Repertori d'Antropònims catalans dels segles IX i X (amb Jordi Bolòs i Masclans)

Edició i estudi de textos antics
- El capbreu de Castellbisbal (1984)
- Homilies de Tortosa (1990)
- Cronicó de Perpinyà (1998)